# Veljko Mićunović
Veljko Mićunović, črnogorski general, politik in diplomat * 16. januar 1916, Velestovo, † 2. avgust 1982, Beograd.

## Življenjepis
Leta 1934 je postal član KPJ. Med vojno je bil politični komisar več enot.
Po vojni je bil minister za notranje zadeve Črne gore, pomočnik ministra za notranje zadeve SFRJ, minister v vladi SFRJ, namestnik zunanjega ministra SFRJ, veleposlanik v ZDA in dvakrat Sovjetski zvezi (znano je njegovo delo v dveh delih Moskovske godine I/II).